# チェン・チュー
チェン・チュー（陳屈、1986年〈昭和61年〉11月6日 - ）は、元在日中国人タレントであり、女性アイドルグループ・SDN48の元メンバーである。
中華人民共和国・遼寧省瀋陽市出身。元ホリプロ所属。
日本での芸名は中国語発音をカタカナ表記したもの。

## 略歴
- 11歳の時にダンスの専門学校に入学。4年後、大連国際ファッションショーの開幕式に参加。
- 中国の「大連歌舞団」の一員として活動中に、ホリプロにスカウトされ、2002年2月に初来日。
- 2003年7月、永谷園の「松茸の味お吸いもの」CMでデビュー。
- 2004年1月より、日本に在住。
- 2005年7月、永谷園「広東風かに玉」「麻婆春雨」のCMで、ホリプロの先輩である和田アキ子と初共演。
- 2005年10月、『アイチテル!』、『志村けんのだいじょうぶだぁII』で、テレビ番組にレギュラー出演。
- 2006年7月、『マイ☆ボス マイ☆ヒーロー』でドラマ初出演。
- 2009年8月より、SDN48としても活動開始。
- 2011年6月、読売テレビ『たかじんのそこまで言って委員会』の外国人枠で出演。
- 2012年3月31日にNHKホールで行われた『SDN48 コンサート「NEXT ENCORE」 in NHKホール』をもってSDN48を卒業。
- 2013年3月31日、AKB48劇場で行われたSDN48特別公演で、一般男性と結婚することを発表した[2]。
- 2015年3月31日、芸能界からの引退を発表した[3]。

## 人物
- 2011年5月26日までは姉妹グループも含めて唯一の外国籍メンバーであった。しかし、3期生に韓国出身のシヨンが加入したためにグループ唯一ではなくなったものの、中国出身のメンバーはチェンのみであった。
- 趣味・特技は、ダンス、柔軟、音楽、テレビ、漫画。
- 2011年現在、SDN48メンバーの中で身長が最も高い[注釈 1]。

## 参加曲

### シングルCD選抜曲
SDN48名義
- GAGAGA
- 孤独なランナー

アンダーガールズA名義
- 天国のドアは3回目のベルで開く
- おねだりシャンパン
- カムジャタン慕情
- クリクリ

### 劇場公演ユニット曲
SDN48 1st Stage「誘惑のガーター」公演
- Saturday night party
- オールイン

## 作品

### アルバム
コンピレーションアルバム
- 日本昔ばなし〜フェアリーストーリーズ〜 第7巻 5.とうがらし売りとかき売り（2005年12月21日、コロムビアミュージックエンタテインメント）

## 出演

### テレビドラマ
- マイ☆ボス マイ☆ヒーロー（2006年7月8日 - 9月16日、日本テレビ）フェイ・リン 役
- 水戸黄門 第37部 第9話「異国の娘が抱いた謎・男鹿」（2007年6月4日、TBS）小夜（明鈴） 役
- Yuming Films〜映画になったユーミンソングス〜（2007年12月29日、NHK総合）
- 連続テレビ小説 だんだん（2008年11月2日 - 、NHK総合） - イーリン 役
- OLにっぽん 第5話（2008年11月5日、日本テレビ） - メイメイ 役
- そこをなんとか（2012年10月21日 - 、NHK BSプレミアム） - 美美 役

### バラエティ
- アイチテル!（2005年10月5日 - 2007年9月26日、TBS）レギュラー出演（隔週出演）
- 志村けんのだいじょうぶだぁII（2005年10月12日 - 2008年3月26日、フジテレビ） - 「肥後ちゃんラーメン」の中国人留学生のアルバイト店員 役（レギュラー出演）
- 太田光の私が総理大臣になったら…秘書田中。（2007年10月19日、日本テレビ）
- 爆笑100分テレビ!平成ファミリーズ（2007年10月21日・11月11日・12月23日・2008年1月20日・3月2日、日本テレビ）準レギュラー 外国人家族[4] 娘 役
- 神さまぁ〜ず（2008年4月 - 、TBS）ナレーション
- すっぽんの女たち（2010年6月9日・16日・8月4日・11日、テレビ朝日）
- 志村けんのだいじょうぶだぁ バレンタイン・プレゼントスペシャル（2011年2月8日、フジテレビ）
- たかじんのそこまで言って委員会（2011年5月28日・6月5日 - 、読売テレビ）レギュラー出演

#### 映画
- Yuming Films vol.3 新年好（シンニェンハオ）!〜A HAPPY NEW YEAR（2007年11月7日、Yahoo!動画） - 劉 役

### 舞台
- DUMP SHOW!（2011年7月16日 - 31日、東京・サンシャイン劇場／8月10日 - 14日、大阪・サンケイホールブリーゼ） - ビンビン 役

### ラジオ
- ON8（2010年1月4日、bayfm）
- おしゃべりやってまーす 第4放送（2011年5月 - 、K'z Station）

### CM
- 東芝 企業広告および商品全般（中国）
- 永谷園
  - 松茸の味 お吸いもの 「うなぎ」篇、「海鮮丼パーティー」篇（2003年7月、11月）
  - 広東風かに玉 「そんなときは、かに玉」篇
  - 麻婆春雨 「そんなときは、麻婆春雨」篇（2005年7月）
  - あなた好みの麻婆豆腐 「大人も子供も」篇（2005年9月）
  - ブナピー玉子 「私みたい」篇（2006年4月）
  - 煮込みラーメン 「子供も大喜び」篇（2006年9月）

### インターネットテレビ
- 都市伝説なんかブッとばせ 悶絶!リサーチワゴン 第3回・第4回（2006年9月22日・29日、GyaO）

### イベント
- ♥サマーパーティー♥ホリプロ50周年記念!!及びBS-TBS開局10周年記念アイドル50人大集合!!（2010年8月24日、赤坂BLITZ）

## 書籍
- イージーチャイニーズ 3語でしゃべる中国語（2008年7月、学習研究社）ISBN 978-4054038059

### 新聞
- 読売新聞 夕刊（2006年10月12日）みんなの質問箱